# Chleb pytlowy
Chleb pytlowy – chleb wypiekany wyłącznie na zakwasie z zastosowaniem wielofazowego prowadzenia ciasta. Ten rodzaj pieczywa jest produkowany zazwyczaj z mąki żytniej, pytlowej (kilkakrotnie mielonej i przesiewanej przez pytel). Kęsy ciasta mogą mieć różny kształt i są poddawane rozrostowi na deskach, w formach lub w koszykach.